# Гумнище (Гомельская область)
Гумнище (бел. Гумнішча) — упразднённый посёлок в Звонецком сельсовете Рогачёвского района Гомельской области Белоруссии. Упразднён в 2018 году.

## География
В 41 км на северо-восток от районного центра и железнодорожной станции Рогачёв (на линии Могилёв — Жлобин), 97 км от Гомеля.

## История
По письменным источникам известен со 2-й половины XIX века как посёлок в Городецкой волости Рогачёвского уезда Могилёвской губернии. В 1909 году 143 десятины земли. В 1931 году жители вступили в колхоз. Согласно переписи 1959 года в составе совхоза «Большевик» (центр — деревня Звонец).

## Население
- 1897 год — 5 дворов 39 жителей (согласно переписи).
- 1909 год — 7 дворов 47 жителей.
- 1959 год — 89 жителей (согласно переписи).
- 2004 год — 13 хозяйств, 23 жителя.

## Транспортная сеть
Рядом шоссе Могилёв — Гомель. Планировка состоит из короткой прямолинейной, почти широтной ориентации улицы, застроенной деревянными усадьбами.